# Іме Удока
Іме Удока (англ. Ime Sunday Udoka; нар. 9 серпня 1977) — американський професійний баскетбольний тренер,  який є головним тренером команди НБА «Х'юстон Рокетс». Раніше Удока працював помічником тренера «Сан-Антоніо Сперс», «Філадельфія Севенті Сіксерс», «Бруклін Нетс», та головним тренером «Бостон Селтікс». 

## Життєпис
28 червня 2021 року Удока був прийнятий на посаду головного тренера «Бостон Селтікс», ставши першим головним тренером африканського походження в історії НБА.
Удока був гравцем збірної Нігерії. На чемпіонаті світу 2006 року Удока очолив Нігерію за кількістю набраних очок, передач і перехоплень. Удока також грав за Нігерію на чемпіонатах Африки (ФІБА) 2005 та 2011 років, вигравши бронзову медаль в обох турнірах.
У сезоні 2021/22 як головний тренер вивів «Бостон» у фінал чемпіонату НБА.